# マイキット
マイキットは、学習研究社（現・学研ホールディングス）がかつて日本で発売していた電子回路実験を行える玩具である。電子ブロックと共に当時の電子工作好きな子供たちには人気があったが1980年代に絶版となった。2005年7月、同社の「大人の科学シリーズ」として復刻版が発売されている。

## 概要
多数の電子部品がパネルに固定され、それらの電子部品の端子とパネルの裏側で接続されたスプリングの間を付属のリード線で結ぶことにより、電子回路を構成する構造となっている。
箱形・カプセル形・コンソール形・アタッシュケース形といった、多くのユニークなデザインで発売された。
これらのデザインは、SF的なイメージや大人の道具といったイメージがあり、
また回路を構成した状態も多くのリード線が素子を結ぶ形となっていた。
いかにも電子機器といった印象が強くあり、当時の電子工作好きな少年たちには人気であった。

### 歴史
「マイキット」の名称を持つ製品は1965年に初めて発売され、これは10種類の回路を作れた。最後に発売されたモデルは、1977年に初版が発売された「マイキットMX-180」であり、これは180種類の回路を作れた。
最も多くの回路を作ることができた最上位機種は1973年発売の「マイキット200」であり、200種類の回路を作れた。これは、光電セル・IC・磁気リードスイッチといった珍しい素子も搭載している。硬質プラスチック製のアタッシュケース形
で、携帯性にも優れたデザインであった。
1970年代後期には、同じ学研から並行してマイキットの簡易縮小版とも言える低学年向け知育玩具「エレクマン」も数種類発売された。

## 電子ブロックとの比較

### 長所
- 素子が本体にすべて装着されているため、素子を紛失することがない。
- 構造上画一的なデザインにならざるを得なかった電子ブロックに対し、本体のデザインが自由であった。

### 短所
- 回路の構成に手間がかかる上、蜘蛛の巣状になり見た目が悪い。
- 何度も使っているうちにリード線の端部（芯線がハンダで固めてある）がちぎれる。
- 複雑な回路を構成する場合、無用の発振が発生しないようリード線の取り回しに注意が必要。

## 復刻版マイキット150
復刻版マイキット150は、木箱によるアタッシュケースの中に2枚に分かれた部品パネルが装着されている。搭載されている素子は以下の物が備わっており、部品点数は電子ブロックに比べ圧倒的に多い。
スピーカー、電圧計（2個）、LED、シグナルランプ、抵抗器（14本）、電解コンデンサ（8個）、セラミックコンデンサ（8個）、トランジスタ（2SC945,2SC1815,2SA1015各1個）、シリコンダイオード、ショットキーバリアダイオード、ゲルマニウムダイオード（2個）、電源（電源スイッチ、ヒューズ、単三2本用電池ボックス）×2、チョークコイル、トランス（中間タップ有り、中間タップ無し各1個）、CdSセル、太陽電池、アンテナコイル、チューナーIC、ICアンプ、リレー、ピンジャックコネクタ（2個）、バリコン、可変抵抗器、スイッチ、キー、テスター棒、アンテナ線、リード線、コンデンサマイク、サーミスタ、導通センサ、クリスタルイヤホン、クリスタルマイク